# Copa de la Reina de hockey sobre patines 2013
La 8.ª edición de la Copa de la Reina se celebró en San Hipólito de Voltregá del 13 al 14 de abril de 2013.
El campeón del torneo fue el Gijón HC, que derrotó al CP Voltregà en semifinales y al CP Alcorcón en la final. El conjunto asturiano consiguió de esta forma su 2ª Copa de la Reina.

## Equipos participantes
Los cuatro primeros clasificados después de la primera vuelta de la OK Liga se clasificaron para el torneo. 
| Pos | Equipo        | J  | G  | E | P | G.F. | G.C. | Pts |
| --- | ------------- | -- | -- | - | - | ---- | ---- | --- |
| 1   | CP Voltregà   | 13 | 12 | 1 | 0 | 63   | 22   | 37  |
| 2   | Reus Deportiu | 13 | 8  | 2 | 3 | 50   | 27   | 26  |
| 3   | CP Alcorcón   | 13 | 8  | 2 | 3 | 45   | 25   | 26  |
| 4   | Gijón HC      | 13 | 8  | 2 | 3 | 41   | 29   | 26  |

## Resultados
|  | Semifinales   | Semifinales   |   |  | Final         | Final         |  |
|  | 15 de febrero | 15 de febrero |   |  | 16 de febrero | 16 de febrero |  |
|  |               |               |   |  |               |               |  |
|  |               |               |   |  |               |               |  |
|  | CP Alcorcón   | 6             |   |  |               |               |  |
|  | Reus Deportiu | 4             |   |  |               |               |  |
|  |               |               |   |  |               |               |  |
|  |               |               |   |  |               |               |  |
|  |               |               |   |  | CP Alcorcón   | 2             |  |
|  |               | Gijón HC      | 3 |  |               |               |  |
|  |               |               |   |  |               |               |  |
|  |               |               |   |  |               |               |  |
|  |               |               |   |  | Tercer lugar  |               |  |
|  |               |               |   |  |               |               |  |
|  | CP Voltregà   | 2             |   |  |               |               |  |
|  | Gijón HC      | 3             |   |  |               |               |  |